# Институт технической химии УрО РАН
Институт технической химии Уральского отделения РАН — филиал Пермского научного центра УрО РАН, один из институтов Уральского отделения Российской академии наук.

## История
Ведёт свою историю с созданного в 1985 году в Перми Института органической химии с опытным производством Уральского научного центра Академии наук. В 1990 году переименован в Институт технической химии АН СССР. В 2017 году реорганизован в филиал Пермского федерального исследовательского центра Уральского отделения Российской академии наук. Основателем института и первым директором с 1985 по 2000 год был член-корреспондент РАН Клячкин Ю. С. — один из ведущих ученых страны в области создания и эксплуатации специальных полимерных и композиционных материалов. В 2001—2003 гг. институтом руководил член-корреспондент РАН А. Г. Толстиков. С 2004 года директором института работает В. Н. Стрельников, ныне член-корреспондент РАН.

## Научные исследования
- исследование и разработка новых материалов с заданными свойствами и функциями (в том числе наноматериалы);
- синтез активных реагентов и биологически активных соединений;
- исследование органических комплексообразующих реагентов;
- материаловедение полимеров и композитов на их основе.

## Структура и сотрудники
По состоянию на 2023 год в составе института действует 7 лабораторий и производственная группа, в которых работают более 100 человек, в числе которых 6 докторов и более 40 кандидатов наук. Институт возглавляет член-корреспондент РАН Стрельников Владимир Николаевич.